# رادوسلاف اسووبودا
رادوسلاف اسووبودا (چکی: Radoslav Svoboda؛ زادهٔ ۱۸ دسامبر ۱۹۵۷) بازیکن هاکی روی یخ اهل چکسلواکی بود.